# Gná i Hófvarpnir

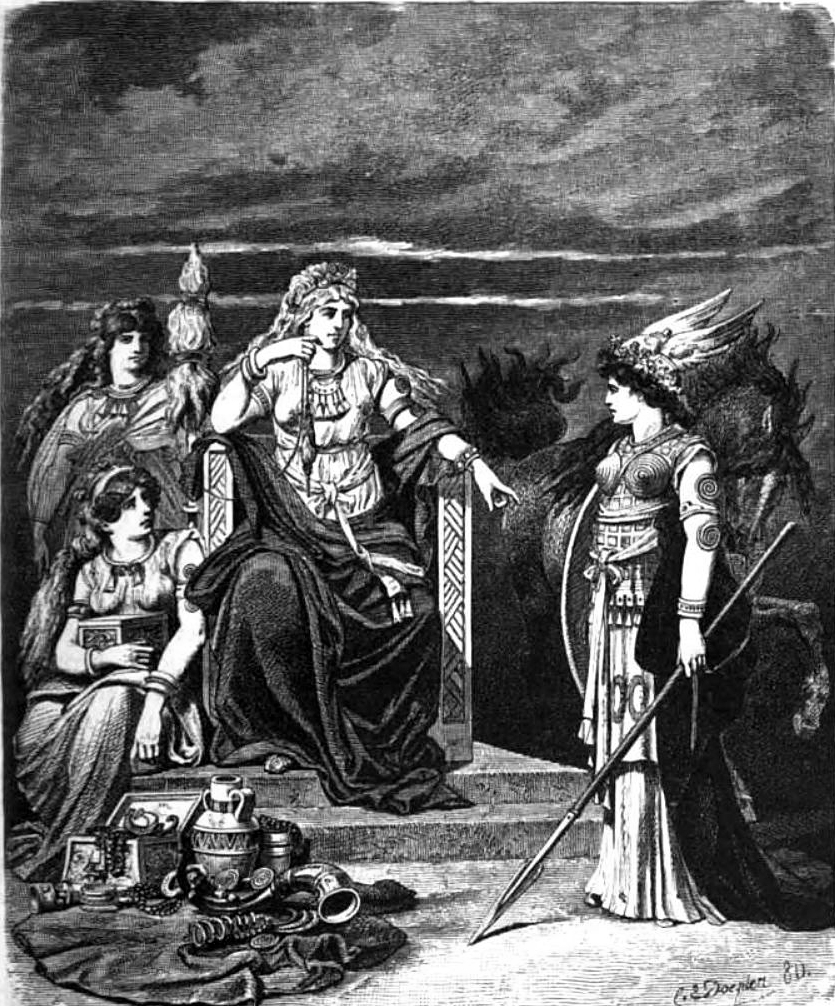
Gná està flanquejada pel cavall Hófvarpnir, de peu, davant del tron de Frigg en una il·lustració (1882) per Carl Emil Doepler.

A la mitologia nòrdica, Gná és una deessa que fa viatjar errant per altres mons servint els designis de la deessa Frigg i munta el cavall volador del mar Hófvarpnir (en nòrdic antic "el que llança la seva peülla enllà", "casc llançador" o "peülla trepitjadora"). Gná i Hófvarpnir són documentats a la Edda prosaica, escrit al segle xiii per Snorri Sturluson. Les teories acadèmiques han proposat que Gná és una "deessa de l'abundància" i potencialment afí a Fama de la mitologia romana. Hófvarpnir i el cavall de vuit potes Sleipnir s'han citat com a exemples de cavalls transcendents en la mitologia nòrdica.

## Documents
En el capítol 35 de la Edda prosaica, al llibre Gylfaginning, la figura entronitzada de l'Alt proporciona una breu descripció de 16 Ásynjur. L'Alt anomena Gná la número tretze, i diu que Frigg l'envia a mons diferents per cavalcar errant. L'Alt afegeix que Gná munta el cavall Hófvarpnir, i que aquest cavall té la capacitat de viatjar a través de l'aire i sobre el mar. L'Alt continua que "una vegada alguns Vanir van veure el seu camí mentre pujava per l'aire" i que un d'aquests Vanir sense nom diu, en el verset:

"Qui vola allà?
Qui es veu allà?
O es mou a través de l'aire?"

Gná respon en el vers, d'aquesta manera proporciona el parentesc de Hófvarpnir, els cavalls Hamskerpir i Garðrofa:

"Jo no volo
Encara que em moc
I cabalgo a través de l'aire
Sobre Hofvarpnir
Aquell que va prendre Hamskerpir
Amb Gardrofa "

La font d'aquestes estrofes no es proporciona. L'Alt acaba la seva descripció de Gná dient que "des del nom de Gna ve el costum de dir que alguna cosa gnaefir quan s'aixeca cap amunt." A la Edda prosaica, al llibre Skáldskaparmál, Gna està inclosa en una llista de vint-i-set noms d'Ásynjur.

## Teories

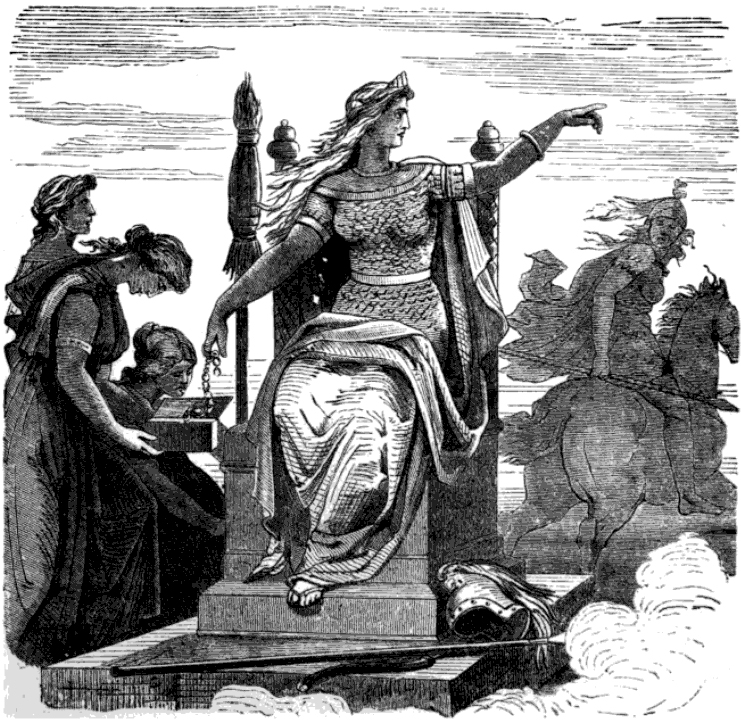
Frigg envia Gná, muntant en Hófvarpnir, en una cavalcada a Frigg i les seves donzelles (1902).

Rudolf Simek diu que l'etimologia que Snorri presenta a Gylfaginning per al nom Gná pot no ser correcta, però, no és clar el que el nom pugui significar una altra cosa, encara que també s'ha teoritzat etimològicament com "deessa de l'abundància." John Lindow diu que l'intercanvi de versos entre els Vanir i Gná és "estrany" i assenyala que no és clar per què ha de ser específicament els Vanir els que facin aquest testimoni de Gnñá volant per l'aire.
Ulla Loumand cita Hófvarpnir i el cavall de vuit potes Sleipnir com a "bons exemples" de cavalls en la mitologia nòrdica com éssers capaços de "fer de mitjancers entre la terra i el cel, entre el Asgard, Midgard i Utgard i entre el món dels mortals i l'inframón." Al segle XIX  Jacob Grimm va proposar un cognat al personificat rumor de la mitologia romana, Fama. No obstant això, assenyala que a diferència Fama, Gná no es descriu amb ales, sinó que Hófvarpnir podria haver estat com el cavall alat Pegàs.